# Arturo Tamayo
Pour les articles homonymes, voir Tamayo.
Arturo Tamayo est un chef d'orchestre espagnol né le 3 août 1946 à Madrid.

## Biographie
Arturo Tamayo Ballesteros naît le 3 août 1946 à Madrid.
Il étudie au Conservatoire royal de sa ville natale, où il est élève de A. Barrera en harmonie et de Francisco Calés et Gerardo Gombau en composition. Il y obtient un prix d'honneur en composition tout en faisant des études de droit, jusqu'en 1964.
Tamayo donne ses premiers concerts en Espagne à partir de 1967 et dirige le Grupo Koan jusqu'en 1971.
En 1970, il se perfectionne en direction d'orchestre auprès de Pierre Boulez à Bâle et obtient une bourse pour étudier à la Musikhochschule de Fribourg-en-Brisgau. Entre 1971 et 1976, il travaille la direction avec Francis Travis (en) et la composition avec Wolfgang Fortner et Klaus Huber, puis suit les cours de Witold Rowicki à Vienne.
À compter de 1971, Arturo Tamayo est l'assistant de Klaus Huber à Fribroug. Il s'implique particulièrement dans le domaine de la musique contemporaine, notamment à la tête de l'ensemble de l'Institut für neue Musik de l'établissement.
Entre 1979 et 1998, il enseigne la musique du XXe siècle à Fribourg, où il habite, et dirige régulièrement au Deutsche Oper Berlin.
Membre de l’Académie des beaux-arts de Grenade, il est lauréat en 2002 du Prix national de musique.

## Créations
Très impliqué dans la promotion de la musique contemporaine, Arturo Tamayo a créé en tant que chef d'orchestre de nombreuses œuvres, de Jorge Antunes (Rimbaudiannisia MCMSC, 1995), Nicolas Bacri (Vita et Mors, 1994), Francis Bayer (Prélude à la nuit, 1997), Gilberto Bosco (Canctico del gallo silvestre, 2005), André Boucourechliev (Miroir, 1988), Sylvano Bussotti (Nuovo scenario a Lorenzaccio, 1993 ; Souvenirs d'Italie, 1997), John Cage (103 pour orchestre, 1992), Niccolò Castiglioni (Perigordino, 1991), Friedrich Cerha (Momente, 2006), Charles Chaynes (Mi amor, opéra, 2007), Franco Donatoni (In cauda I-III, 1991), Brian Ferneyhough (Carceri d'Invenzione III, 1986 ; Plötzlichkeit, 2006), Joan Guinjoan (Diferencias, 1983), Hans Werner Henze (Triplo concerto barocco, 2004), Klaus Huber (Schwarzerde, opéra, 2001), Rudolf Kelterborn (Ophelia, opéra, 1984, Festival de Schwetzingen), Michaël Lévinas (La Cloche fêlée, 1990), Magnus Lindberg (Joy, 1990), Philippe Manoury (Numéro huit, seconde version, 1990), Emmanuel Nunes (Tif'Ereth, 1985), Maurice Ohana (La Célestine, opéra, 1988, Paris), Luis de Pablo (Impromptus pour orchestre, 1990), Jean Prodromidès (La noche triste, opéra, 1989), Wolgang Rihm (Tutuguri, ballet, 1983, Berlin ; Unbennant III, 1990), Philippe Schoeller (Symphonie première « Zeus », 2003) et Iannis Xenakis (Krinoïdi, 1992), notamment.